# Piazzolla Goyeneche en vivo (Mayo 1982) Teatro Regina
Piazzolla Goyeneche en vivo (Mayo 1982) Teatro Regina es un álbum en vivo por el bandoneonista de tango argentino Astor Piazzolla y su Quinteto, junto a Roberto Goyeneche en voz. Fue grabado en mayo de 1982, en el Teatro Regina, en Buenos Aires, Argentina durante la guerra de las Malvinas. El álbum fue editado por el sello RCA Victor en 1982.

## Antecedentes
Astor Piazzolla junto al sello RCA Victor había editado en 1970 el primer álbum en vivo grabado en Argentina, titulado Piazzolla en el Regina. En 1977 Polydor lanzó Olympia 77, un concierto de Piazzolla en Francia, pero se editó en Argentina recién en 1986, por lo que antes de la publicación del presente álbum, solo Piazzolla en el Regina estaba disponible como el único álbum en vivo de Piazzolla editado en Argentina.

## Historia
El álbum se grabó en dos fechas diferentes el 29 y 30 de mayo de 1982, en el Teatro Regina, en Buenos Aires, Argentina, durante el transcurso de la guerra de las Malvinas. Astor Piazzolla le dedicó una pieza al grupo comando Los Lagartos dirigidos por Alfredo Astiz, quienes habían desembarcado en las Islas Georgias, que según los reportes oficiales, habían tenido una férrea resistencia ante los británicos, aunque tiempo después se develó que ello no fue así. Piazzolla llegó a presentar durante los conciertos en el Teatro Regina, la pieza «Los Largartos» en homenaje al grupo comando, pero luego de un consejo de un amigo del radicalismo vinculado a Hipólito Solari Yrigoyen y debido al oscuro prontuario de Astiz, el músico cambió el título al día siguiente, pasándose a llamar «Contraataque», para después terminar siendo «Tanguedia 3», pista que fue incluida en la emblemática película sobre la dictadura militar argentina El exilio de Gardel de Pino Solanas.
Entre el repertorio de las jornadas en el Teatro Regina, estaba el clásico tango «Cambalache», en la parte donde se nombran a personajes negativos de la historia mundial, Roberto Goyeneche cita a «la Tácher» en referencia a Margaret Thatcher, primer ministro del Reino Unido. Durante el concierto del 30 de mayo, Goyeneche cantó el tango "Garúa" a dúo con Piazzolla solo en bandoneón, pero esta pista no fue incluida en la versión original del álbum, sino que sería reeditada años después en un compilado doble de RCA titulado 1943-1982. "Garúa" se editó en todas las reediciones en CD de este álbum en vivo.

## Lanzamiento y publicaciones
Se editó originalmente en 1982 en Argentina, Japón y Colombia, mientras que en Francia y Venezuela se editó en 1983, todos los lanzamientos fueron hechos por RCA Victor. La primera reedición en CD fue en Argentina por el sello BMG Ariola, como parte de una serie de CD llamados «Tango argentino», al álbum se lo re-título como Noches del Regina, y la portada fue cambiada. En 1998 se editó en CD en Japón por BMG, conservando la portada original, ese mismo año apareció una nueva edición en CD en Argentina, con una portada diferente. En 2005 RCA editó una edición crítica del álbum, en Argentina y Europa, con "Garúa" como pista adicional, esta publicación fue editada por RCA en 2008 en Japón.

## Lista de temas
Todas las canciones escritas y compuestas por Astor Piazzolla, excepto donde esta indicado. 
| Lado A |                           |          |  |
| N.º    | Título                    | Duración |  |
| 1.     | «Tristezas de un Doble A» | 19:34    |  |
| 2.     | «La Muerte Del Ángel»     | 4:05     |  |

| Lado B |                                                          |                   |          |  |
| N.º    | Título                                                   | Cantante          | Duración |  |
| 4.     | «Chiquilín de Bachín» (Astor Piazzolla y Horacio Ferrer) | Roberto Goyeneche | 4:30     |  |
| 5.     | «El Gordo Triste» (Astor Piazzolla y Horacio Ferrer)     | Roberto Goyeneche | 4:00     |  |
| 6.     | «Cambalache» (Enrique Santos Discépolo)                  | Roberto Goyeneche | 3:30     |  |
| 7.     | «La última curda» (Aníbal Troilo y Cátulo Castillo)      | Roberto Goyeneche | 3:50     |  |
| 8.     | «Balada para un loco» (Astor Piazzolla y Horacio Ferrer) | Roberto Goyeneche | 6:55     |  |

## Créditos
- Astor Piazzolla - bandoneón
- Héctor Console - contrabajo
- Oscar López Ruiz - guitarra eléctrica
- Pablo Ziegler - piano
- Fernando Suárez Paz - violín
- Roberto Goyeneche - voz

Otros
- Iván Cosentino - ingeniero de sonido
- Roberto Livi - director musical
- Aquiles Giacometti - productor
- Carlos Benzimbrá - sonido
- Luis Básalmo - arte de portada